# Serie A2 1986-1987 (rugby a 15)
La serie A2 1986-87 fu il 53º campionato di seconda divisione di rugby a 15 in Italia.
Fino alla stagione precedente era noto come serie B, ma cambiò nome dopo la ristrutturazione della prima divisione in serie A1.
Si tenne dal 21 settembre 1986 al 5 aprile 1987 tra 12 squadre a girone unico e fu vinto dal Lyons di Piacenza davanti al San Donà; le due squadre furono promosse in serie A1 per la stagione successiva.
A retrocedere in serie B furono le ultime due classificate, CUS Padova (per peggior differenza punti nei confronti del Noceto) e Rugby Milano.

## Squadre partecipanti e sponsor
| Club            | Sponsor                      | Città             | Impianto interno   |
| --------------- | ---------------------------- | ----------------- | ------------------ |
| Benevento       | IMEVA (edilizia stradale)    | Benevento         | Stadio Pacevecchia |
| CUS Padova      |                              | Padova            | Impianti Piovego   |
| Frascati        |                              | Frascati          | Stadio di Cocciano |
| Livorno         | Corime                       | Livorno           | Stadio Montano     |
| Lyons           | Gelcapello                   | Piacenza          | Stadio Beltrametti |
| Rugby Milano    | MAA (assicurazioni)          | Milano            | Stadio Giuriati    |
| Noceto          |                              | Noceto            | Stadio Nando Capra |
| Paese           | Logrò (alimentare)           | Paese             | Stadio Visentin    |
| Rugby Roma      | Gico                         | Roma              | Stadio Tre Fontane |
| San Donà        | Fracasso (edilizia stradale) | San Donà di Piave | Stadio Torresan    |
| Tarvisium       | Jolly                        | Treviso           | Campo San Paolo    |
| Tre Pini Padova |                              | Padova            | Stadio Tre Pini    |

## Risultati
|       | 1ª/12ª giornata        |       |
| ----- | ---------------------- | ----- |
| 68-3  | Lyons - Noceto         | 26-0  |
| 16-16 | Rugby Roma - San Donà  | 3-25  |
| 22-21 | Benevento - Frascati   | 25-7  |
| 3-31  | Milano - Tarvisium     | 4-18  |
| 15-24 | CUS Padova - Livorno   | 17-27 |
| 19-24 | Tre Pini - Paese       | 4-18  |
|       |                        |       |
|       | 4ª/15ª giornata        |       |
| 0-23  | Livorno - Lyons        | 0-53  |
| 18-6  | Rugby Roma - Milano    | 26-9  |
| 12-0  | San Donà - Benevento   | 21-9  |
| 6-24  | Noceto - Frascati      | 12-22 |
| 4-0   | Tarvisium - Tre Pini   | 4-6   |
| 16-15 | Paese - CUS Padova     | 3-6   |
|       |                        |       |
|       | 7ª/18ª giornata        |       |
| 10-12 | Benevento - Rugby Roma | 19-15 |
| 26-18 | Lyons - Tre Pini       | 25-6  |
| 18-15 | Noceto - Paese         | 18-13 |
| 3-0   | Tarvisium - Livorno    | 14-4  |
| 17-11 | CUS Padova - Milano    | 19-13 |
| 6-7   | Frascati - San Donà    | 12-21 |
|       |                        |       |
|       | 10ª/21ª giornata       |       |
| 28-12 | San Donà - Paese       | 15-18 |
| 0-16  | Tre Pini - Livorno     | 4-12  |
| 9-6   | CUS Padova - Noceto    | 0-4   |
| 24-6  | Rugby Roma - Tarvisium | 18-12 |
| 32-0  | Lyons - Benevento      | 27-18 |
| 15-12 | Milano - Frascati      | 7-23  |

|       | 2ª/13ª giornata         |       |
| ----- | ----------------------- | ----- |
| 27-10 | San Donà - Tre Pini     | 10-7  |
| 15-31 | Paese - Rugby Roma      | 15-32 |
| 13-14 | Noceto - Benevento      | 6-19  |
| 32-3  | Livorno - Milano        | 12-13 |
| 4-4   | Tarvisium - CUS Padova  | 21-4  |
| 12-12 | Frascati - Lyons        | 6-16  |
|       |                         |       |
|       | 5ª/16ª giornata         |       |
| 16-9  | Lyons - San Donà        | 4-9   |
| 6-9   | CUS Padova - Rugby Roma | 13-16 |
| 33-21 | Benevento - Paese       | 15-10 |
| 18-6  | Frascati - Livorno      | 6-13  |
| 15-11 | Noceto - Tarvisium      | 3-4   |
| 12-12 | Milano - Tre Pini       | 13-0  |
|       |                         |       |
|       | 8ª/19ª giornata         |       |
| 35-6  | San Donà - Livorno      | 10-14 |
| 6-12  | Milano - Lyons          | 3-28  |
| 36-6  | Rugby Roma - Noceto     | 15-9  |
| 12-9  | Paese - Tarvisium       | 3-3   |
| 11-13 | CUS Padova - Benevento  | 7-15  |
| 21-12 | Tre Pini - Frascati     | 4-22  |
|       |                         |       |
|       | 11ª/22ª giornata        |       |
| 14-21 | Noceto - San Donà       | 19-60 |
| 3-4   | Tarvisium - Lyons       | 7-30  |
| 15-6  | Paese - Milano          | 24-19 |
| 4-9   | Benevento - Tre Pini    | 6-21  |
| 15-6  | Frascati - CUS Padova   | 9-18  |
| 12-9  | Livorno - Rugby Roma    | 9-28  |

|       | 3ª/14ª giornata       |       |
| ----- | --------------------- | ----- |
| 3-17  | Tre Pini - Rugby Roma | 4-34  |
| 9-21  | CUS Padova - San Donà | 7-46  |
| 30-13 | Lyons - Paese         | 10-7  |
| 12-6  | Frascati - Tarvisium  | 0-16  |
| 0-0   | Milano - Noceto       | 9-12  |
| 34-13 | Benevento - Livorno   | 12-15 |
|       |                       |       |
|       | 6ª/17ª giornata       |       |
| 34-3  | San Donà - Milano     | 22-6  |
| 6-19  | Rugby Roma - Lyons    | 3-30  |
| 9-0   | Paese - Frascati      | 3-6   |
| 4-11  | Tarvisium - Benevento | 13-0  |
| 21-12 | Livorno - Noceto      | 12-16 |
| 9-9   | Tre Pini - CUS Padova | 15-15 |
|       |                       |       |
|       | 9ª/20ª giornata       |       |
| 27-4  | Lyons - CUS Padova    | 15-6  |
| 6-9   | Noceto - Tre Pini     | 14-18 |
| 9-3   | Benevento - Milano    | 16-11 |
| 28-0  | Livorno - Paese       | 9-14  |
| 18-10 | Frascati - Rugby Roma | 19-4  |
| 3-16  | Tarvisium - San Donà  | 10-6  |

### Classifica
|  |     | Squadra         | G  | V  | N | P  | PF  | PS  | P±   | B | Pt |
|  | --- | --------------- | -- | -- | - | -- | --- | --- | ---- | - | -- |
|  | 1.  | Lyons           | 22 | 20 | 1 | 1  | 533 | 139 | 394  | 0 | 41 |
|  | 2.  | San Donà        | 22 | 17 | 1 | 4  | 471 | 204 | 267  | 0 | 35 |
|  | 3.  | Rugby Roma      | 22 | 14 | 1 | 7  | 382 | 281 | 101  | 0 | 29 |
|  | 4.  | Benevento       | 22 | 13 | 0 | 9  | 304 | 304 | 0    | 0 | 26 |
|  | 5.  | Livorno         | 22 | 11 | 0 | 11 | 285 | 339 | −54  | 0 | 22 |
|  | 6.  | Tarvisium       | 22 | 10 | 2 | 10 | 206 | 179 | 27   | 0 | 22 |
|  | 7.  | Frascati        | 22 | 10 | 1 | 11 | 282 | 259 | 23   | 0 | 21 |
|  | 8.  | Paese           | 22 | 9  | 1 | 12 | 280 | 354 | −74  | 0 | 19 |
|  | 9.  | Tre Pini Padova | 22 | 6  | 3 | 13 | 199 | 330 | −131 | 0 | 15 |
|  | 10. | Noceto          | 22 | 6  | 1 | 15 | 212 | 426 | −214 | 0 | 13 |
|  | 11. | CUS Padova      | 22 | 5  | 3 | 14 | 217 | 339 | −122 | 0 | 13 |
|  | 12. | Rugby Milano    | 22 | 3  | 2 | 17 | 175 | 392 | −217 | 0 | 8  |

## Verdetti
- Lyons e San Donà: promosse in serie A1 1987-88
- CUS Padova e Rugby Milano: retrocesse in serie B 1987-88